# Saxifraga x freibergii
Saxifraga x freibergii es una planta herbácea de la familia de las saxifragáceas.
Es un híbrido compuesto por las especies Saxifraga granulata y Saxifraga rosacea.

## Taxonomía
Saxifraga x freibergii fue descrita por Joseph Ruppert y publicado en Allg. Bot. Z. Syst. 14: 87 1908.
Etimología
Saxifraga: nombre genérico que viene del latín saxum, ("piedra") y frangere, ("romper, quebrar"). Estas plantas se llaman así por su capacidad, según los antiguos, de romper las piedras con sus fuertes raíces. Así lo afirmaba Plinio, por ejemplo.
freibergii: epíteto